# Silvija Popović
Silvija Popović (ur. 15 marca 1986 w Nikšiciu) – serbska siatkarka, reprezentantka kraju, grająca na pozycji libero.

## Przebieg kariery
| 2006–2009              | Poštar 064 Belgrad |
| 2009–2012              | Rabitə Baku        |
| 2013–2018              | Voléro Zurych      |
| 2018–2019              | Altay VC           |
| 2019–2021 (do 12.2021) | CS Volei Alba-Blaj |
| 2021– (od 21.12.2021)  | CSM Lugoj          |

## Sukcesy klubowe
Puchar Serbii:
- 2007, 2008, 2009

Mistrzostwo Serbii:
- 2007, 2008, 2009

Mistrzostwo Azerbejdżanu:
- 2010, 2011, 2012

Puchar CEV:
- 2010

Liga Mistrzyń:
- 2011

Klubowe Mistrzostwa Świata:
- 2011
- 2015, 2017

Superpuchar Szwajcarii:
- 2013, 2014, 2015, 2016, 2017

Puchar Szwajcarii:
- 2014, 2015, 2016, 2017, 2018

Mistrzostwo Szwajcarii:
- 2014, 2015, 2016, 2017, 2018

Puchar Kazachstanu:
- 2019

Mistrzostwo Kazachstanu:
- 2019

Mistrzostwo Rumunii:
- 2020
- 2021

Puchar Rumunii:
- 2021, 2023[2]

Puchar Challenge:
- 2021, 2023[3]

## Sukcesy reprezentacyjne
Mistrzostwa Świata Juniorek:
- 2005

Letnia Uniwersjada:
- 2009

Grand Prix:
- 2011

Liga Europejska:
- 2011

Mistrzostwa Europy:
- 2011, 2019
- 2021
- 2015

Igrzyska Europejskie:
- 2015

Puchar Świata:
- 2015

Igrzyska Olimpijskie:
- 2016
- 2020

Mistrzostwa Świata:
- 2018

## Nagrody indywidualne
- 2005: Najlepsza przyjmująca Mistrzostw Świata Juniorek
- 2010: Najlepsza libero Pucharu CEV
- 2015: Najlepsza libero Klubowych Mistrzostw Świata
- 2017: Najlepsza libero Klubowych Mistrzostw Świata